# Сјераков
Сјераков (пољ. Sieraków) град је у Пољској у Војводству великопољском. По подацима из 2012. године број становника у месту је био 6118.

## Становништво
| 2012. |
| ----- |
| 6.118 |